# 7-es busz (Békéscsaba)
A békéscsabai 7-es jelzésű autóbusz az Autóbusz-állomás és a Lencsési autóbusz-forduló között közlekedik. A viszonylatot a Volánbusz üzemelteti. Ez az egyik járat, amely hétköznap összeköti a Lencsési lakótelepet a belvárossal, valamint az autóbusz- és vasúti pályaudvarral.
A vonalon javarészt MAN SL 223-as és Mercedes-Benz Conecto O345 LF autóbuszok járnak.

## Jellemzői
A buszokat főleg a Lencsési lakótelepről a belvárosba utazók használják.

## Útvonala
| Lencsési autóbusz-forduló felé | Autóbusz-állomás felé |
| --- | --- |
| - Autóbusz-állomás - Andrássy út - Petőfi utca - Bartók Béla út - Vozárik utca - Bánát utca - Lencsési út - Lencsési autóbusz-forduló | - Lencsési autóbusz-forduló - Lencsési út - Bánát utca - Vozárik utca - Bartók Béla út - Petőfi utca - Andrássy út - Autóbusz-állomás |

## Megállóhelyei
A Lencsési autóbusz-forduló felé az Ábrahámffy utca, az Autóbusz-állomás felé a Lencsési, TESCO megállóban állnak meg a buszok.
| 0  | Autóbusz-állomás végállomás          | 15 | 1, 3, 3M, 3V, 4, 5, 7F, 8, 8A, 8V, 17V, 20 120 (Budapest – Szolnok – Lökösháza), 121 (Békéscsaba – Mezőhegyes – Makó – Újszeged), 128 (Békéscsaba – Kötegyán – Vésztő), 135 (Békéscsaba – Orosháza – Hódmezővásárhely – Szeged) helyközi-országos autóbuszjáratok: Budapest-Népliget, Debrecen, Eger, Hajdúszoboszló, Karcag, Kecskemét, Kunszentmárton, Miskolc, Pécs, Szeged, Szentes, Szolnok, Zalaegerszeg regionális autóbuszjáratok: Battonya, Békés, Békéssámson, Békésszentandrás, Bélmegyer, Csanádapáca, Csorvás, Dévaványa, Doboz, Dombegyház, Elek, Füzesgyarmat, Gerendás, Geszt, Gyomaendrőd, Gyula, Kamut, Kaszaper, Kétsoprony, Kondoros, Köröstarcsa, Kunágota, Medgyesbodzás, Medgyesegyháza, Mezőberény, Mezőkovácsháza, Orosháza, Sarkad, Szabadkígyós, Szarvas, Szeghalom, Telekgerendás, Tótkomlós, Újkígyós, Vésztő | Békéscsaba vasútállomás Helyközi autóbusz-állomás Obi Áruház, Penny Market |
| 2  | Andrássy Gimnázium                   | 14 | 1, 3, 3M, 3V, 4, 5, 7F, 17V, 20 | Andrássy Gyula Gimnázium és Kollégium, Katonai Igazgatási és Érdekvédelmi Iroda, Reál, VOKE Vasutas Művelődési Háza és Könyvtára |
| 4  | Petőfi liget                         | 12 | 1, 3, 3M, 3V, 4, 5 Autóbusz-állomás felé, 7F, 8 Linamar felé, 8A Tesco felé, 8V Tesco felé, 17V, 20 Autóbusz-állomás felé | Angyalos-kút, Békéscsabai Petőfi Utcai Általános Iskola, Békéscsabai Kemény Gábor Logisztikai és Közlekedési Szakközépiskola, Trianon tér Csaba Center: Békéscsaba Center Posta, Hervis, Media Markt, Spar, Telenor, T-Pont, Vodafone |
| 6  | Vozárik utca                         | 10 | 7F | |
| 7  | Kölcsey utca                         | 8  | közvetve:17, 17M, 17V közvetve és közvetlenül egyaránt: 7F | Napraforgó Gyógypedagógiai Központ, Korai fejlesztő és Fejlesztő felkészítő, Fejlesztő Iskola és Nappali Intézmény, Önálló Életvitel Központ és Integrált Támogató Szolgálatok Árpád Gyógy- és Strandfürdő                            |
| 8  | Csányi utca                          | 7  | 7F | MÁV pálya |
| 10 | Ábrahámffy utca                      | ∫  | 7F "B" útvonalon, 17, 17M, 17V | Lidl, Oázis Üzletház, Tesco Hipermarket |
| ∫  | Lencsési, TESCO                      | 5  | 7F "A" útvonalon, 17 Szabadság tér felé, 17M Malom tér felé, 17V Autóbusz-állomás felé | Tesco Hipermarket |
| 11 | Körgát                               | 4  | 7F, 17, 17M, 17V | Kastélyi evangélikus temető |
| 12 | Lencsési ABC                         | 3  | 7F, 17, 17M, 17V | Lencsési ABC, Lencsési gyógyszertár, Lencsési úti orvosi rendelők, One Euro Market, Pietro ABC |
| 13 | Lencsési lakótelep                   | 2  | 7F, 17, 17M, 17V | Kondorosi Takarékszövetkezet |
| 14 | Ifjúsági tábor                       | 1  | 7F, 17, 17M, 17V | Reál |
| 15 | Lencsési autóbusz-forduló végállomás | 0  | 7F "B" útvonalon, 17, 17M, 17V | Élővíz-csatorna, Fenyves Hotel, Ifjúsági tábor, Parkerdő |

## Kiegészítések

### Aktív
- Autóbusz-állomás-Fényes-Autóbusz-állomás járatok (F)

### Megszűnt
- Ruhaipari Szakközépiskola járatok (R): 2012 előtt néhány járat tovább közlekedett a Ruhaipari Szakközépiskoláig.

## Külső hivatkozások
- Békéscsaba buszjáratai és menetrendjük
- A Dél-alföldi Közlekedési Központ Zrt. honlapja
- A Körös Volán honlapja
- Változik a buszok útvonala, új megállók épülnek - Csabai Mérleg
- A Körös Volán autóbuszainak listája Archiválva 2016. március 5-i dátummal a Wayback Machine-ben
- Utcák és közterületek átnevezése Archiválva 2013. december 19-i dátummal a Wayback Machine-ben